# Faramea amplifolia
Faramea amplifolia är en måreväxtart som beskrevs av Paul Carpenter Standley. Faramea amplifolia ingår i släktet Faramea och familjen måreväxter. Inga underarter finns listade i Catalogue of Life.